# Fransysk visit
Fransysk visit är en roman av P.G. Wodehouse, utgiven i England 1955 med titeln French Leave. Romanen översattes till svenska av Birgitta Hammar 1956.

## Persongalleri
- Kate, Josephine och Teresa Trent – Döttrar till framlidne dramatikern Edgar Trent som ärvt lite pengar genom hans framgångar med en pjäs. Hönsuppfödare.
- Egbert Weems – Jurist. Sköter systrarnas affärer.
- Russell Clutterbuck – Förläggare.
- Nicolas Jules S:t Xavier Auguste, Markis av Maufringneuse – Ädling som dock måste dra sig fram som kamrer sedan hans rika amerikanska fru givit honom på båten.
- Monsieur de la Hourmiere – Markisens mer än tålmodige chef.
- Monsieur Soupe – Kollega till markisen. 42 år i tjänsten och något lätt senil.
- Monsieur Letondu – Kollega till markisen. Odlar begynnande vansinne.
- Jefferson, greve av Escrignon – Son till markisen. Författare.
- Chester Todd – Rik ung man. Brorson till Hermione Pegler.
- Jane Parker – Todds maka som behållit sitt flicknamn. Känd violinist.
- Frederick ”Slaktaren” Carpenter – Majoritetsägare till mineralvattnet Fizzo.
- Hermione Pegler – Markisens f d fru, sedan dess gift två gånger.
- Mavis Todd – Syster till Chester.
- Pierre Alexandre Boissonade – Kommissarie.

## Handling
De tre amerikanska systrarna Trent ägnar sig i all blygsamhet åt hönsuppfödning. När de får ut en summa pengar bestämmer de sig för att satsa dessa på en resa till St. Rocque i Frankrike. De tänker där spela rika och hoppas på att finna en man. Givetvis innebär ankomsten till Frankrike en rad komiska förvecklingar, inte minst då man möter den förfinade men utfattige markisen av Maufringneuse och dennes författande son, markisens ilskna f d hustru och ytterligare en rad personer. Då både markisen och hans f d maka, Mrs. Pegler, smider planer om äktenskap för vissa yngre personer i sin närhet uppstår givetvis de vanliga turerna och missförstånden innan berättelsen får ett lyckligt slut. 